# 須藤しぐま
須藤 しぐま（すどう しぐま、1988年 - ）は、日本の映画監督、カメラマン、撮影監督。

## 略歴
大阪府出身。大阪芸術大学短期大学部卒業。
2015年より自主映画を独学で制作。MVや企業PVなどの監督兼撮影監督として活動。
2020年、撮影監督として参加した映画『逆光』が初めて劇場公開された。

## 主な撮影作品

### 長編映画
- 『逆光』（2020年）撮影
- 『ABYSS』（2022年）撮影
- 『99%、いつも曇り』（2022年）撮影

### 配信ドラマ
- 『THE LONGHAIR SEVEN』（2021年）監督、脚本、撮影、編集[2]